# Oliviers palestiniens

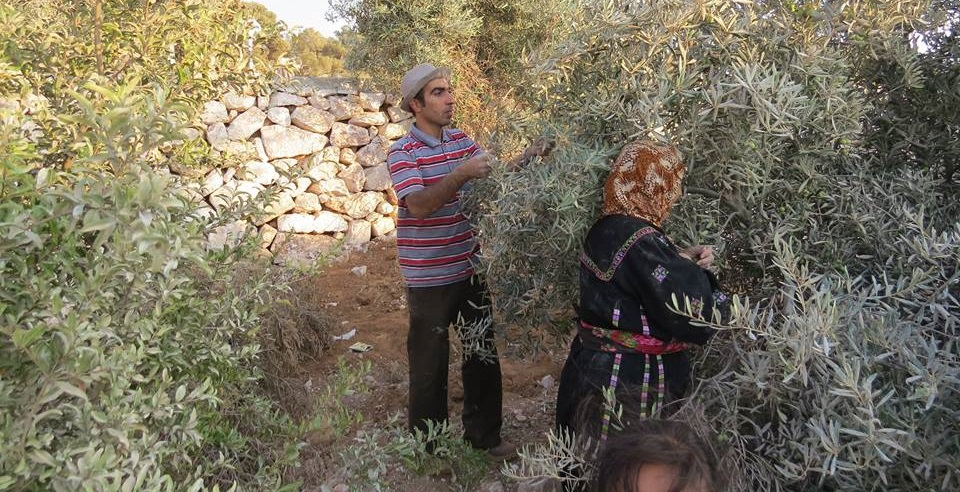
Récolte d'olives palestiniennes en 2014

Les oliviers constituent une partie importante de l'agriculture dans les territoires palestiniens, où ils sont principalement cultivés pour la production d'huile d'olive. Selon des estimations, la production d'olives représente 57 % des terres cultivées dans les territoires palestiniens avec 7,8 millions d'oliviers matures en 2011. En 2014, environ 108 000 tonnes d'olives ont été pressées, produisant 24 700 tonnes d'huile d'olive. Environ 100 000 ménages dépendent des olives comme principal revenu.
L'olivier est considéré par de nombreux Palestiniens comme un symbole de leur attachement à leur nationalité ainsi que de leur lien avec la terre, notamment en raison de son ancienneté et de sa longévité.
La destruction des oliviers palestiniens est devenue une caractéristique du conflit israélo-palestinien, avec des rapports réguliers faisant état de dégâts causés par les colons israéliens. En mai 2023, un rapport des Nations unies indiquait que 5 000 oliviers avaient été vandalisés par les colons en moins de cinq mois. Entre octobre et novembre 2023, 113 attaques de colons (agressions physiques, vols de récoltes et matériel, arbres coupés ou brûlés) sont recensées par l’ONG israélienne Yesh Din, souvent avec la complicité de l'armée israélienne.

## Histoire

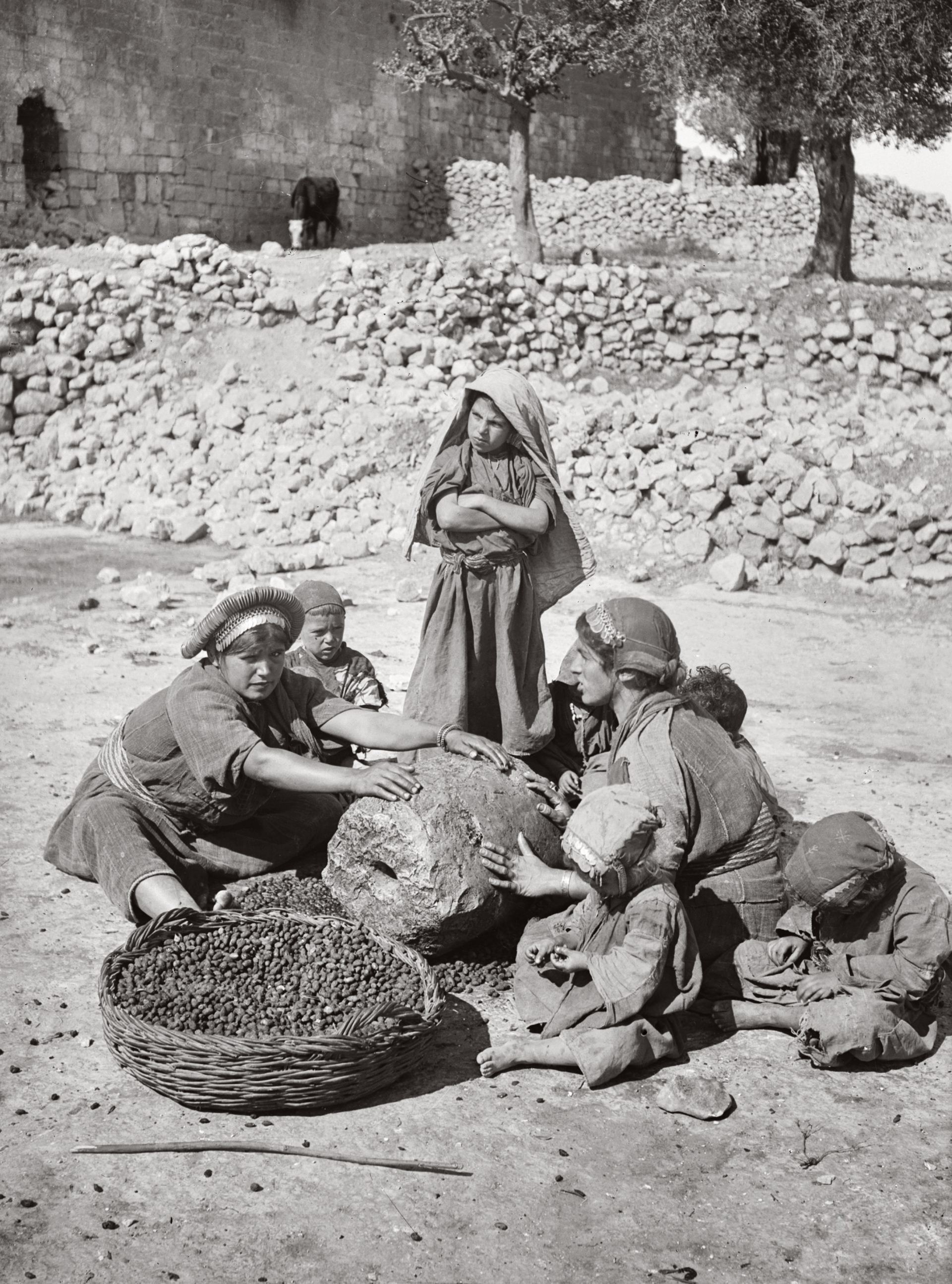
Femmes palestiniennes écrasant des olives pour faire de l’huile d’olive, 1900-1920.

Les oliviers sont cultivés dans la région depuis des milliers d'années, avec des preuves d'oliveraies et de technologies oléicoles datant de la période chalcolithique, entre 3 600 et 3 300 avant notre ère,. À l'âge du bronze, les olives furent largement commercialisées, comme le montre l'épave d'Uluburun, qui transportait en toute vraisemblance une cargaison d'olives en provenance de Palestine.
Les olives et l'huile d'olive ont un rôle important dans toutes les grandes religions qui se sont développées dans la région. Dans les écrits juifs, les olives sont considérées comme faisant partie des bénédictions de la Terre promise et un symbole de prospérité[réf. souhaitée]. Dans le Nouveau Testament, le Mont des Oliviers joue un rôle important, et l'onction d'huile fait partie de la pratique religieuse chrétienne et islamique.
Entre 1700 et 1900, la zone autour de Naplouse est devenue la principale zone de production d'olives, et l'huile d'olive fut utilisée à la place de l'argent: elle était stockée dans des puits profonds creusés dans le sol de la ville et des villages environnants, et était ensuite utilisée par les commerçants pour effectuer leurs paiements.
À la fin du XIXe siècle, les cultures agricoles à but lucratif (en) dans la région se sont rapidement développées, à tel point qu'en 1914, il y avait 475 000 dunams d'oliveraies (environ 47,5 000 hectares) sur la zone qui constitue aujourd'hui Israël et les territoires palestiniens.
À la fin de la période ottomane, avant la Première Guerre mondiale, l’huile d’olive produite près de Naplouse était difficile à exporter en raison de son acidité relativement élevée, de son prix élevé et de sa durée de conservation limitée.
Pendant la période du Mandat britannique, la production d’olives a plus que doublé entre les années 1920 et 1940.
Après l'occupation de la Palestine, les forces israéliennes se sont concentrées sur les oliveraies dans leurs acquisitions de terres, et ont commencé à déraciner les oliviers palestiniens en 1967, avec environ 830 000 oliviers déracinés entre 1967 et 2009.
La récolte des olives fut la principale source de revenus des Palestiniens pendant la première Intifada, si essentielle pour les communautés palestiniennes que les institutions, les universités et les écoles publiques ont fermé leurs portes durant la saison des olives afin que le plus grand nombre de personnes puisse contribuer à la cueillette.
En 2014, l'UNESCO a désigné Battir comme site du patrimoine mondial en raison de son importance agricole, car sa production d'olives caractérise le paysage à travers « de vastes terrasses agricoles, des sources d'eau, d'anciens systèmes d'irrigation, des vestiges d'établissements humains, des pressoirs à olives et un centre historique ».
Actuellement, l’exportation d'huile d’olive est essentielle pour les Palestiniens de Cisjordanie. Le consultant en marketing Robert Massoud déclare : « Les Palestiniens peuvent exporter très peu de choses à part l'huile d'olive. »  Cette dépendance vaut dans toute la Cisjordanie, au point que, pour la plupart des gens des villages, l'huile d'olive représente leur entière sécurité économique.

## Production

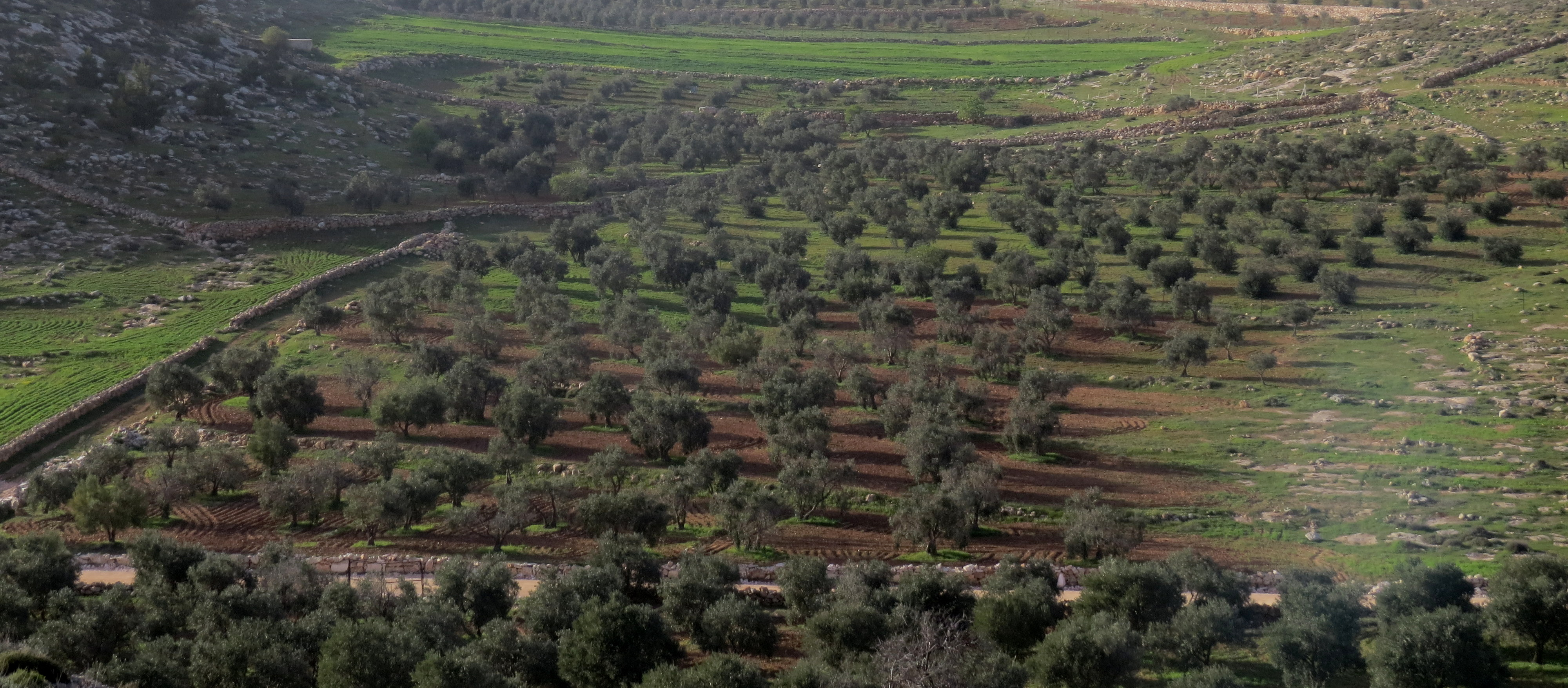
Champs d’oliviers à As-Samu

La majeure partie de la récolte est pressée en Cisjordanie, principalement autour de la ville de Jénine, où se trouvent la plupart des pressoirs à huile d'olive.
L'huile d'olive produite en Palestine est majoritairement consommée localement. Le cycle naturel de l'olivier, composé d'années à haut rendement suivies d'années à faible rendement, a provoqué de grandes fluctuations dans la production, mais en moyenne, un excédent d'environ 4 000 tonnes d'huile d'olive par an est produit. Israël est généralement le premier marché d'exportation – toutefois les données ne sont pas collectées, ce qui rend difficile l’évaluation de la destination de l'huile. Le reste est exporté vers l’Europe, l’Amérique du Nord et les pays du Golfe. Le Conseil oléicole international estime que la production moyenne d'huile d'olive palestinienne était de 22 000 tonnes par an en 2014/15, dont 6 500 tonnes exportées.
| Statistiques de la production d'huile d'olive palestinienne 2014 | Statistiques de la production d'huile d'olive palestinienne 2014 | Statistiques de la production d'huile d'olive palestinienne 2014 | Statistiques de la production d'huile d'olive palestinienne 2014 |
|                                                                  | Tonnes d'olives au total                                         | Tonnes d'huile d'olive pressée                                   | Valeur ajoutée totale en million de $US                          |
| ---------------------------------------------------------------- | ---------------------------------------------------------------- | ---------------------------------------------------------------- | ---------------------------------------------------------------- |
| Palestine                                                        | 108379.1                                                         | 24758.2                                                          | 10.9                                                             |
| Cisjordanie                                                      | 88356.4                                                          | 21241.5                                                          | 9.1                                                              |
| Gaza                                                             | 20022.6                                                          | 3517.0                                                           | 1.8                                                              |

## Agronomie
Les principaux cultivars d'oliviers utilisés dans les territoires palestiniens sont les Chemlali, Jebbah, K18, Manzolino, Nabali Baladi, Nabali Mohassan, Shami et Souri. La caractérisation moléculaire des cultivars Nabali Baladi, Nabali Mohassan et Surri provenant d'oliviers poussant en Cisjordanie a montré qu'il s'agit de véritables cultivars présentant des différences significatives.

## Culture
Les oliviers sont considérés comme un élément majeur de la vie agricole palestinienne traditionnelle, plusieurs générations de familles se réunissant pour cueillir les olives pendant deux mois à partir de la mi-septembre. La saison des récoltes est souvent associée à des célébrations festives, et des fêtes familiales et communautaires locales sont organisées avec de la musique et des danses folkloriques palestiniennes traditionnelles.

L'anthropologue Anne Meneley décrit son expérience de la cueillette d'olives comme étant axée sur la communauté :
Il fait chaud, il y a de la poussière et parfois nous faisons preuve de maladresse lorsque nous abordons les rochers rugueux qui entourent les oliviers. Nos hôtes palestiniens nous apportent de l'eau fraîche, des jus de fruits, du thé et du café chauds et sucrés. Il y a une sorte de communitas dans ce travail partagé : nous sentons que nous contribuons, ne serait-ce que symboliquement, notre pierre à l'édifice de la cause palestinienne.
La culture des oliviers étant un aspect important de la culture palestinienne, le déracinement des oliviers par les colons israéliens est un sujet de préoccupation majeur pour les gens palestiniens. Le poète Mourid Barghouti décrit les oliviers comme « cette carte d'identité qui n'a nul besoin de tampons ni de photos, et dont la validité n'expire pas avec la mort du propriétaire », ajoutant : « avec chaque olivier déraciné par les bulldozers israéliens, c'est un arbre généalogique de la paysannerie palestinienne qui est abattu » .
Sur le plan religieux, « les Livres Saints font plus souvent référence à la vigne et à l'olivier »  qu'aux prophètes. La tradition des enseignements de Mahomet tient également les olives en haute estime, car "on pense même que le Tout-Puissant a juré sur l'olivier".
Plus récemment, l'olivier vaut comme symbole d'enracinement. Après que les Forces de défense israéliennes ont défait l’Organisation de libération de la Palestine lors de la guerre du Liban en 1982, l’olive est devenue un symbole de l’identité palestinienne. Parce que « les oliviers constituent un élément important du paysage montagneux de Cisjordanie », les Palestiniens ont commencé à « faire le lien entre leur présence ancienne en Palestine et celle du vénérable olivier enraciné dans la terre de Palestine ».

Les oliviers ont également une connotation nationaliste dans la culture palestinienne. Dans un discours prononcé devant l'Assemblée générale des Nations Unies en 1974, Yasser Arafat a déclaré que le terrorisme sioniste ciblait l'olivier parce qu'il « était un symbole de fierté » et « un témoignage vivant que la terre du pays est palestinienne ». Il a conclu son discours par une référence nationaliste au rameau d’olivier :
Aujourd'hui, je suis venu avec un rameau d'olivier et un fusil, en tant que combattant pour la liberté. Ne faites pas tomber de ma main le rameau d’olivier. Je le répète : ne faites pas tomber de ma main le rameau d’olivier.
Les remarques d'Arafat sur le rameau d'olivier influencent encore la littérature aujourd'hui, par exemple dans des ouvrages tels que le « Diary of an Internal Exile: Three Entries » de Raja Shehadeh dans lequel elle écrit sur ses luttes en tant que habitante de la Cisjordanie. Elle conclut : « Arafat avait raison de tenir un fusil dans une main et un rameau d'olivier dans l'autre. Je n'ai jamais été assez naïve pour espérer pouvoir rallier Israël par le seul rameau d'olivier, mais le fusil ne peut jamais être qu'un moyen servant une autre fin. » 

## Destruction d'oliveraies par Israël

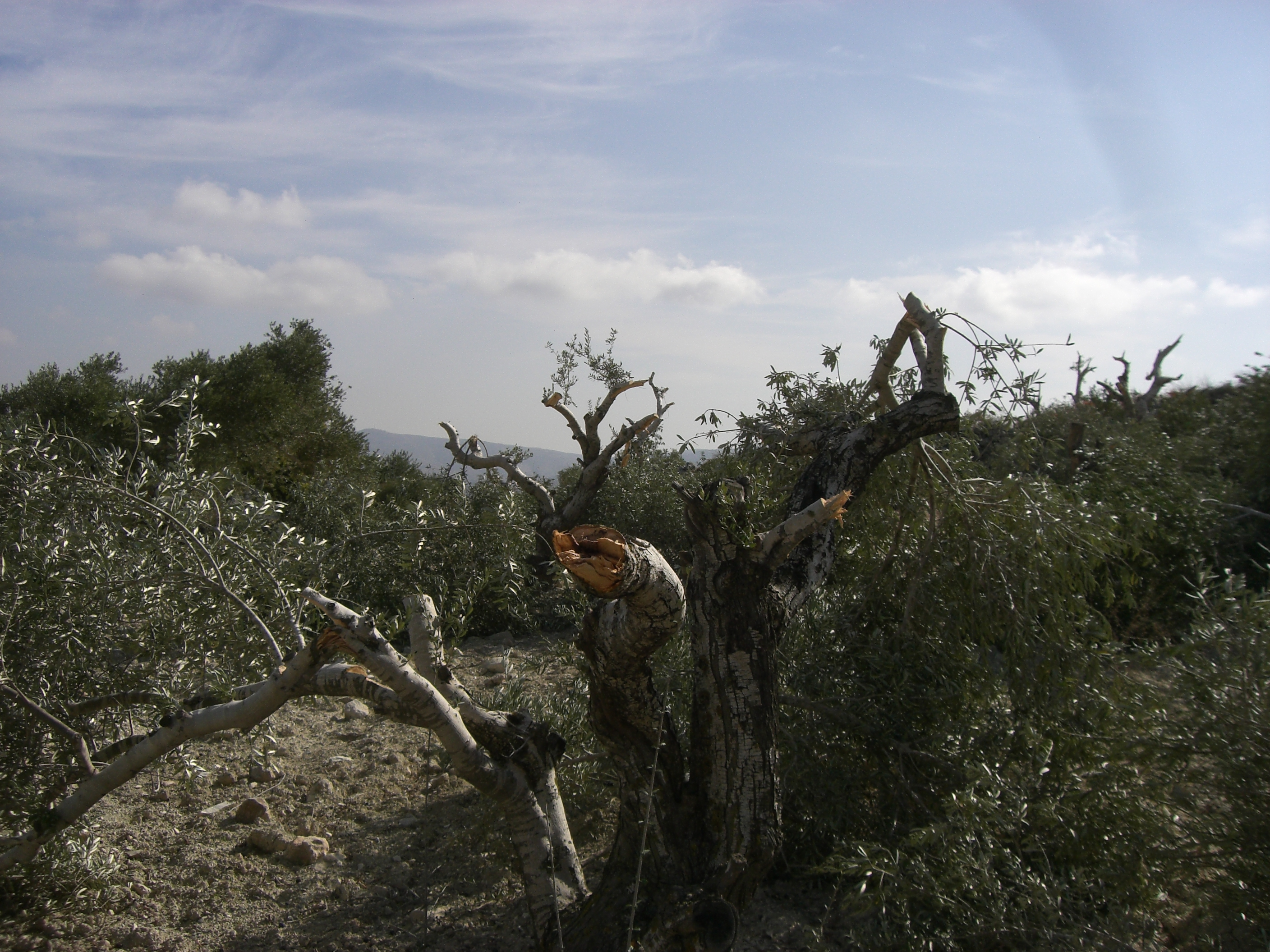
Oliviers du village palestinien de Burin, vandalisés par des colons israéliens de Yitzhar, en novembre 2009.

Dans sa publication de 2009 intitulée Tree Flags, le juriste et ethnographe Irus Braverman décrit comment les Palestiniens voient les oliveraies comme un emblème du caractère inébranlable et ancestral de leur lien avec la terre ( Sumud),. Une destruction d'oliviers a été menée à Jabal Jales (une zone près d'Hébron) et à Huwara. Les Nations unies ont rapporté qu'en 2013, 11 000 oliviers appartenant à des Palestiniens en Cisjordanie occupée avaient été endommagés ou détruits.  Selon le Washington Post en octobre 2014 :

« Plus de 80,000 paysans palestiniens ont l'olive comme culture principale. La cueillette, le pressage, la vente et le partage de l'huile font partie des rituels de la vie palestinienne. »

En 2012, Israël a été appelée à protéger les oliveraies de Cisjordanie après des dessouchages à al-Mughir, Turmusaya, Naplouse, al-Khader et Ras Karkar. En 2014, des oliviers ont été déracinés à Deir Istiya et Wadi Qana, et entre 800 000 et un million d'arbres ont été détruits depuis 1967. En 2016, des arbres ont été abattus pour construire une route à Qalqilya. En 2017, les ouvriers d'un chantier ont commencé à déraciner des oliviers pour construire une route de contournement près d'Azzun et de Nabi Ilyas. Selon le droit international, une puissance occupante ne peut prendre des terres que pour construire des routes au profit des habitants ou des besoins militaires spécifiques au territoire occupé. En janvier 2017, B'Tselem a signalé qu'il y avait environ 60 kilomètres de routes que les Palestiniens n'avaient pas le droit d'utiliser. Ces nombreux abattages ou dégradations sur des arbres âgés de 700 à 1 000 ans et qui portaient encore des fruits pour construire des routes ainsi que des colonies illégales ont causé des difficultés économiques, notamment pour les familles séparées de leurs terres agricoles.

### 2021
Entre 2021, des colons ont vandalisé 8 000 arbres en Cisjordanie. Au cours des deux premières semaines de la récolte 2021, rien qu'en octobre, 18 incidents d'atteintes aux oliveraies palestiniennes ont été signalés.

#### Pour aller plus loin
- (en) Nasser Abufarha, « LAND OF SYMBOLS: CACTUS, POPPIES, ORANGE AND OLIVE TREES IN PALESTINE », Identities, vol. 15, no 3,‎ 30 mai 2008, p. 343–368 (ISSN 1070-289X et 1547-3384, DOI 10.1080/10702890802073274, lire en ligne, consulté le 25 janvier 2024)